# انتفاضة 1984 بالمغرب
انتفاضة 1984 بالمغرب؛ و المعروفة أيضًا بانتفاضة الخبز أو انتفاضة الجوع أو انتفاضة التلاميذ هي مجموعة من الحركات الاحتجاجية التي اندلعت في 19 يناير 1984 في مجموعة من المدن المغربية، وبلغت ذروتها في مدن الحسيمة والناضور وتطوان والقصر الكبير ومراكش. اندلعت الأحداث في البداية عبر مظاهرات تلاميذية، قبل أن تنخرط فيها شرائح اجتماعية أخرى. جاءت الاحتجاجات في سياق اقتصادي تميز ببداية تطبيق المغرب لسياسة التقويم الهيكلي المملاة، آنذاك، من طرف صندوق النقد الدولي، والتي كان من تداعياتها ارتفاع كلفة المعيشة وتطبيق رسوم إضافية على التعليم. ووجهت الاحتجاجات بعنف أمني كبير واعتقالات واسعة.

## السياق الاقتصادي
عرف الوضع الاقتصادي مرحلة صعبة في بداية ثمانينات القرن العشرين، زاد في تقويضها تواجد المغرب في قلب دوامة مديونية، تجلت في ارتفاع الدين الخارجي من 900 مليون دولار (سنة 1972) إلى 12 مليار دولار (سنة 1980). توجه المغرب إلى سوق الاقتراض الدولية، بين 1975 و1981، لتغطية عجزه المالي المزمن، في مكونيه:
- الميزان التجاري: حيث بلغت تغطية الصادرات للواردات 55.8 % فقط، في 1983[2]، و مما ساهم فيه انخفاض قيمة الفوسفات في السوق الدولي، والإسراف في الإنفاق العسكري. و لم تنفع في تغطيته تحويلات المهاجرين المغاربة، ولا المساعدات المباشرة التي كان يتلقاها المغرب من بعض الدول الخليجية، خصوصا السعودية.[3]
- عجز الميزانية العامة: بلغ العجز 7 % سنة 1980، أي ما يكافئ 7 % من الناتج الداخلي الخام. و كانت إنفاقات حرب الصحراء (المقدرة بمليون دولار يوميا[1])، أحد الأسباب المباشرة لهذه الوضعية.[2]

أما النمو الاقتصادي فلم يكن كافيا لمواكبة الانفجار الديمغرافي الذي ميز المغرب في تلك الفترة (3 %)، و انتقل من 6.8 % (بين 1973 و1977) إلى 4 % (بين 1978 و1980) ليصل إلى 2.5 % (بين 1981 و1983)، بل كان شبه منعدم في سنة اندلاع الاحتجاجات (0.6 % فقط). من أهم عوامل هذا الفشل الاقتصادي، الذي أدى إلى وضع 40 % من السكان تحت عتبة الفقر:
- الفساد والبيروقراطية الإدارية التي عرفتها حقبة الحسن الثاني.[2]
- سنوات الجفاف المتلاحقة التي أثرت على الفلاحة المغربية[2]
- ارتفاع سعر الدولار وتكاليف الدين (تقليص آجال الأداء ونسبة الفائدة)[2]
- ارتهان المغرب الهيكلي للتقلبات الخارجية في أسعار المواد الغير مصنعة، التي كانت عماد صادراته (الفوسفات والفلاحة)[2]

وصل المغرب إلى حافة عدم القدرة على الاستيراد وتسديد ديونه. و أدى ذلك، طبيعيا إلى فرض صندوق النقد الدولي لسياسة التقويم الهيكلي، المعروفة ب PAS سنة 1980. الأجرأة الرئيسية للبرنامج، تمثلت في نهج الدولة المغربية لسياسة تقشف حادة، بلغت ذروتها في قانون مالية سنة 1983، عبر الإجراءات التالية:
- إلغاء 19000 منصب مالي في الوظيفة العمومية (من أصل 44000 كانت مبرمجة سابقا).
- خفض ميزانية الدعم المخصصة لصندوق المقاصة ب 600 مليون درهم، مما أدى إلى ارتفاع أسعار المواد الاستهلاكية.
- خفض تكاليف الاستثمار ب 3.2 مليار درهم (-23.5 %) .
- رفع الضريبة على القيمة المضافة من 17 إلى 19 %.
- رفع ضريبة التضامن الوطني، والتي كانت تعرف بضريبة الصحراء (و الموجهة مداخيلها لتغطية مصاريف الحرب وإعمار الصحراء).
- تبخيس العملة الوطنية ب 20 % بين 1983 و1984.

بلغ ارتفاع أسعار المواد الاستهلاكية الرئيسية في 1983، 18 % بالنسبة للسكر و 67 % بالنسبة للزبدة و 20 % للمحروقات. انضافت لهذه الإجراءات، سياسة حمائية إضافية، ساهمت في تأجيج الاحتجاج في الشمال المغربي، وهي فرض رسوم على المواطنين الذين كانوا يلجون لسبتة ومليلية (بلغت الرسوم في الناضور 100 درهم للراجلين و 500 درهم للسيارات). كان التهريب أهم نشاط معيشي للعديد من الأقاليم الشمالية في تلك الفترة، وساهمت تلك الإجراءات في خلق توتر إضافي، في مناطق كانت أصلا تعاني من تهميش اقتصادي، منذ استقلال المغرب.
من أهم الإجراءات الأخرى التي ساهمت بطريقة مباشرة في الاحتجاجات فرض رسوم جديدة في التعليم: 50 درهما للتسجيل في الباكالوريا و 100 درهم في الجامعة، و هو ما أعطى للانتفاضة بعدا تلاميذيا وطلابيا في بدايتها.

## السياق السياسي
تندرج انتفاضة 1984، في مسلسل الانتفاضات الاجتماعية التي عرفها المغرب خلال فترة حكم الحسن الثاني، كانتفاضة 1965 و انتفاضة 1981. كان الوضع السياسي المغربي في الفترة الممتدة بين 1975 و1986 موسوما بالمميزات التالية:
- تضييق على الحريات السياسية والنقابية والطلابية.
- انعقاد القمة الإسلامية في الدار البيضاء في يناير 1984، و التي فرضت تركيزا كبيرا للقوات الأمنية في الدار البيضاء، وهو ما يفسر استعمال قوات الجيش لمواجهة الاحتجاجات في الشمال، وأيضا غياب الدار البيضاء عن خارطة الاحتجاجات في انتفاضة 1984.[5]

## تطور الأحداث
- 17 يناير: إضرابات ومظاهرات تلاميذية في الحسيمة والناضور، احتجاجا على الزيادة في رسوم التسجيل.[1][5]
- 19 يناير: التدخل الأمني لإنهاء الإضرابات[5] يؤدي إلى اتساع المظاهرات خارج أسوار المؤسسات التعليمية لتشمل فئات اجتماعية أخرى (عمال، عاطلون)؛ في الناضور قدر المشاركون ب 12000 متظاهر، واستخدمت قوات الجيش والأمن الرصاص الحي لتفريقهم.[1]
- 19 يناير: احتجاجات في مدن تطوان والقصر الكبير[6] و مظاهرات طلابية في مراكش.
- 21 يناير: جريدة تلغرام مليلية (El Telegrama de Melilla) تقدر عدد القتلى بالناظور في 40.[1]
- 22 يناير: خطاب تلفزي، حاد، للملك الحسن الثاني، تميز بعنفه اللفظي تجاه ساكنة شمال المغرب (وصفهم بالأوباش)، و تفسيره للأحداث كمؤامرة خارجية لتقويض قمة المؤتمر الإسلامي.[5]
- 24 يناير: جريدة تيليغرام مليلية تنشر صورا لمروحية تطلق الرصاص على المحتجين في الناضور.[1][5]
- 25 يناير: الوزير الأول محمد كريم العمراني يحصر الحصيلة الرسمية للأحداث في 29 قتيلا و 114 جريحا؛ توزيع الحصيلة الرسمية على المدن كان كما يلي: الناضور (16 قتيلا و 37 جريحا)، تطوان (9 قتلى و 72 جريحا)، الحسيمة (4 قتلى و 4 جرحى).[1]
- 26 يناير: جريدة إلبيريوديكو دي كاتالونيا تقدر عدد القتلى على المستوى الوطني في 400 قتيل.[1]
- إلى غاية 2 فبراير: فرض حظر التجول في مدن الاحتجاج.[1]

## خطاب الحسن الثاني
في 22 يناير، ألقى الحسن الثاني خطابا، طبع الذاكرة السياسية المغربية للغته الحادة واستعماله اللهجة الدارجة. من ابرز مضامينه:
- الحمولة القدحية تجاه سكان شمال المغرب: عند وصفه لسكان الحسيمة والناضور وتطوان والقصر الكبير بالأوباش المتعيشين من التهريب؛ إضافة إلى اعترافه الضمني بمسؤوليته المباشرة في قمع انتفاضة الريف سنة 1958، عندما قال بأن «سكان الشمال يعرفون جيدا ولي العهد وليس في مصلحتهم بأن يعرفوا الحسن الثاني».[7]
- تحميله مسؤولية اندلاع الأحداث لثلاثة أطراف: منظمة إلى الأمام الماركسية اللينينية و النظام الإيراني و المخابرات الإسرائيلية.[1]

## مسلسل الإنصاف والمصالحة والذاكرة التاريخية
حسب شهادات من عايشوا الأحداث والتقارير الصحفية لتلك الحقبة، تعتبر الحصيلة الرسمية للضحايا بعيدة عن الحقيقة. في الناضور مثلا، يقدر عدد الضحايا الذين تم دفنهم جماعيا في ثكنة تاويمة العسكرية بين 70 و 80، و حسب شهادة، لمجلة تيل كيل، لرجل أمن عايش الأحداث بالمدينة، قد يصل العدد إلى 84. يبقى التوثيق المضبوط لعدد الضحايا صعبا، بحكم دفن العديد من الضحايا في ثكنات عسكرية، لا تزال ولوجيتها تطرح إشكالا حقوقيا في المغرب المعاصر، إضافة إلى ضياع أرشيفات المستشفيات الموافقة لفترة الأحداث. و حسب الناشط الحقوقي شكيب الخياري، فقد قامت السلطات بتزوير تواريخ الوفيات في سجلات الحالة المدنية، كما أن العديد من الأسر التي كان أفراد منها ضمن الضحايا غادرت البلاد بعد الأحداث.
أما في الحسيمة، التي أعلن فيها عن حصيلة رسمية بأربعة قتلى، فقد عرفت حجز السلطات على ثلاجات ميناء الصيد، لازدحام مشرحة المستشفى العمومي بالجثث.

في 28 أبريل 2008، أعلن بلاغ لوكيل الملك لدى محكمة الاستئناف في الناضور عن العثور على جثث، خلال أشغال حفر داخل ثكنة الوقاية المدنية في الناضور؛ تم بعد ذلك إجراء اختبارات جينية لرفات الجثث ال 15، ومقارنتها مع تحاليل عائلات المفقودين المسجلين لدى هيئة الإنصاف والمصالحة. بعد ذلك، أصدرت الهيئة لائحة بأسماء الأشخاص ال 16 المتوفين في الناضور، مؤكدة الرواية الرسمية لسنة 1984.

رغم ذلك، لا يزال الملف مفتوحا بالنسبة للعديد من الفعاليات الحقوقية والسياسية في المغرب، و التي رفضت إغلاق هيئة الإنصاف والمصالحة للملف وتطالب باستمرار البحث عن المقابر الأخرى، و خصوصا في ثكنة تاويمة العسكرية.

## امتدادات وتأثيرات اجتماعية وثقافية
- رواية أرض المدامع للأديب المغربي البشير الدامون: و التي تشكل أحداث انتفاضة 1984 في مدينة تطوان إحدى مواضيعها، والتي قوربت من منظور بطلة الرواية، التي كانت طالبة جامعية مساهمة في الحركة الاحتجاجية.[12] وأيضا روايته حكاية مغربية.

## وصلات خارجية
- مقطع لخطاب الحسن الثاني خلال الأحداث حيث يصف سكان مدن الاحتجاج بالأوباش
- مقطع لخطاب الحسن الثاني خلال الأحداث يستعرض فيه فرضية المؤامرة